# Лопатоносая квакша
Лопатоно́сая ква́кша (лат. Triprion spatulatus) — вид бесхвостых земноводных из семейства квакш, эндемик Мексики, распространённый вдоль её тихоокеанского побережья. Отличается лопатообразной формой морды.

## Внешний вид
Относительно крупная квакша с длиной тела 6,1—8,7 см у самцов и 7,5—10,1 см у самок. Голова в длину достигает трети длины тела, а в ширину — около десятой части. На верхних губах перед глазами имеются узкие зазубренные выступы, укреплённые кожными окостенениями и придающие морде форму лопаты. Сама морда заострённая, выступает за край нижней челюсти. От её кончика идут носовые гребни, под которыми находится вогнутая скуловая область с ноздрями, направленные вбок. Глаза крупные, направлены вперёд и вбок. Барабанная перепонка в длину достигает примерно половины диаметра глаза и сверху прикрыта гребнем. От заднего края глаза до конца черепа проходит низкий поперечный костный гребень.
Плечи стройные, предплечья более плотные. На запястьях отчётливая кожная складка и крупный плоский бугорок эллиптической формы. Пальцы относительно длинные и толстые, с крупными присасывательными дисками на конце, причём диск на третьем пальце по размеру равен барабанной перепонке. Между третьим и четвёртым пальцами имеется небольшая перепонка, а между первым и вторым она отсутствует. Задние ноги короткие: в прижатом под прямым углом к телу состоянии пятка перекрывает одну шестую длины голени, а если вытянуть ноги вдоль тела, сустав между голенью и ступнёй доходит до плеча. Вдоль голени проходит кожная складка. Прикрепительные диски несколько меньше, чем на передних конечностях. Пальцы соединены перепонкой примерно на две трети длины.
Поверхность спины гладкая или зернистая. Горло и нижняя поверхность бёдер слегка зернистые, кожа на брюхе гладкая. Клоака расположена на уровне верхней поверхности бёдер и не образует складки. Область под ней покрыта относительно крупными бугорками.
Прижизненная окраска верхней части тела варьирует от жёлто-коричневого, зелёно-серого или оливково-серого до зелёного с жёлтыми крапинами. Голова более тёмная, покрыта более выраженным пунктирным или сетчатым рисунком. Брюхо белое, у самцов в брачный период на резонаторе развиваются коричневые крапинки. Бока тела жёлтые с различными крапинами, сеточками и пятнами. На бёдрах и голенях они могут сливаться в тёмные поперечные отметины. Отмечено, что квакши из южных популяций более тёмные.

## Ареал
Эндемик Мексики. Распространена вдоль тихоокеанского побережья центрального Синалоа, некоторых частей Наярита, южного Халиско, Колимы, Мичоакана до Герреро и перешейка Теуантепек (Оахака). Известна на высоте до 350 м над уровнем моря. Более южные популяции, раньше относимые к этому виду, сейчас считаются относящимися к ещё неописанному виду.

## Образ жизни
Населяет полулистопадные тропические леса, прибрежные сообщества, сухие тропические леса и пустынные кустарниковые сообщества. Ведёт древесный образ жизни. Активна по ночам. Питается различными беспозвоночными, преимущественно пауками и прямокрылыми, которых ловит, поджидая. Размножается в сезон дождей во временных водоёмах с июня по ноябрь. Брачные крики самцов состоят из одиночных низких криков «braaa», состоящих из 88-144 импульсов в секунду и длящихся 0,76-0,96 с.
Является хозяином паразитической нематоды Cosmocercella diaglenae, обитающей в толстой кишке.

## Природоохранный статус
Международный союз охраны природы отнёс вид к категории вызывающих наименьшие опасения в связи с широким распространением и предположительным большим размером популяции. Виду могут угрожать смена режима выпадения осадков в результате изменения климата и пожары.
Охраняется в национальном парке Чамела-Куишмала.